# Ucuma
Ucuma é uma cidade e município da província do Huambo, em Angola.
Tem 1 600 km² e cerca de 72 mil habitantes. É limitado a norte pelo município do Londuimbale, a leste pelos municípios de Ecunha e Longonjo, a sul e a oeste pelo município da Ganda e a oeste pelo município de Chinjenje.
O município é constituído pela comuna-sede, correspondente à cidade de Ucuma, e pelas comunas de Cacoma e Mundundo.
A Fundação Troufa Real—UKUMA tem em Ucama a sua sede, em homenagem a todas as mães angolanas. José Deodoro Troufa Real, presidente da fundação escolheu Ucuma como sede por ser onde nasceu a sua mãe, Elvira Gracinda Carmelinda Vaz Faria Troufa Real. A fundação tem delegações em Luanda e em outras cidades de países tropicais.[carece de fontes?]